# Marjanca
Marjanca je žensko osebno ime.

## Izvor imena
Ime Marjanca je različica ženskega osebnega imena Marjana.

## Pogostost imena
Po podatkih SURS-a je bilo na dan 31. decembra 2007 v Sloveniji 1.254 ženskih oseb z imenom Marjanca. Med vsemi ženskimi imeni pa je ime Marjanca po pogostosti uporabe uvrščeno na 167 mesto.

## Osebni praznik
V koledarju je ime Marjanca uvrščeno k imenu Marjan oziroma Marjana.